# Elaine Gomes
Pour les articles homonymes, voir Gomes.
Elaine Gomes Barbosa, née le 1er juin 1992 au Brésil, est une handballeuse internationale brésilienne, évoluant au poste de pivot. 

## Biographie
Pour la saison 2018-2019, elle rejoint le Nantes Atlantique Handball.

## Palmarès

### En sélection
- Championnat du monde 2013 en Serbie[2]